# Valgio Rufo
Gaio Valgio Rufo (in latino Gaius Valgius Rufus; 65 a.C. circa – I secolo a.C.) è stato un poeta, grammatico, retore e politico romano.

## Biografia
Gaio Valgio Rufo apparteneva al ceto elevato romano e visse nella seconda metà del I secolo a.C..
Ebbe una buona formazione retorica, come era prassi per i giovani che si avviavano alla politica: si collocò, infatti, politicamente nell'area vicina ad Augusto e fu consul suffectus (cioè entrò in carica in sostituzione del console ordinario poiché questo morì prima della fine del mandato) nel 12 a.C. insieme a Publio Sulpicio Quirinio. Fece parte del Circolo di Mecenate dove venne apprezzato anche da Orazio, che lo menzionò nella Satira (I, 10) e gli indirizzò l'Ode (II, 9).
Nel contempo, si avvicinò anche al Circolo di Messalla Corvino intorno al 31 a.C., dove si coltivava la poesia pastorale e si esaltava la pace della campagna e l'amoreː fu, infatti, vicino a Tibullo nell'ispirazione bucolica e scrisse versi elegiaci in cui cantava un giovane di nome Miste. Proprio Tibullo lo cita in un suo distico dove il tema principale è quello della pace affiancato, tuttavia, dall'orrore della guerra e dall'accusa all'uomo o all'invenzione di aver rotto un'armonia con la natura:
(Tibullo, Elegie (I, 10,vv. 7-14))
Ancora, un riferimento a Valgio è nel Panegyricus Messallae (elogio delle imprese di Messalla) facente parte della fine del III libro (IV, 1) nel quale convergono componimenti dell'intero Circolo di Messalla:
(Tibullo, Elegie (IV, 1,vv. 178-183))

## Opere
Diventò noto come scrittore di elegie e epigrammi ed i suoi contemporanei lo credevano capace di grandi cose nell'epica, anche se Valgio non si limitò alla poesia, ma discusse questioni grammaticali per corrispondenza,tradusse in latino ed elaborò il manuale di retorica Tèchne rhetorikè del suo maestro Apollodoro di Pergamo e cominciò un trattato sulle piante medicinali, dedicato ad Augusto, che viene ricordato da Plinio il Vecchio.
Restano, dunque, scarsi frammenti delle sue opere: in primo luogo, le Elegiae, che cantavano il dolore per il giovane amico Miste, anche se nei frammenti pervenuti il tema non è affrontato. Infatti, il primo frammento presenta un quadretto di vita bucolico-pastorale.
(Gaio Valgio Rufo, Fr. 1 M.)
Il secondo frammento mostra la gioia di un navigante dopo l'approdo.
(Gaio Valgio Rufo, Fr. 2 M.)
Probabilmente dalle elegie provengono citazioni di un'opera intitolata Epigrammata, che sarebbe una sezione delle precedenti.
All'attività erudita di Valgio riconducono il De medicina herbarum ad Augustum, incompiuto e la Tèchne, traduzione dell'opera di Apollodoro, tradotta in latino, che Quintiliano elogiò, come anche il De rebus per epistulam quaesitis (in 2 o più libri).